# Koniec warty
Koniec warty – powieść Stephena Kinga, która ukazała się w czerwcu 2016 roku. Jest ostatnią częścią trylogii detektywistycznej o Billu Hodgesie, w 2014 roku wyszła pierwsza część zatytułowana Pan Mercedes, a w 2015 roku druga część – Znalezione nie kradzione. Powieść bezpośrednio nawiązuje do głównego antagonisty, którego poznaliśmy w Panu Mercedesie – Brady’ego Hartsfielda. Znajdujący się do tej pory w stanie wegetatywnym w Klinice Traumatycznych Uszkodzeń Mózgu odzyskuje świadomość i rozpoczyna planowanie zemsty nie tylko na Billu Hodgesie i jego bliskich, ale na całym mieście.
Książka, w polskim tłumaczeniu Rafała Lisowskiego, została wydana po raz pierwszy przez Wydawnictwo Albatros w 2016.